# Paula Pareto
Paula Belén Pareto (San Fernando, 16 januari 1986) is een Argentijns judoka, die haar vaderland driemaal op rij vertegenwoordigde bij de Olympische Spelen: in 2008 (Peking), 2012 (Londen) en 2016 (Rio de Janeiro). 
Bij haar olympisch debuut won ze een bronzen medaille in de klasse tot 48 kilogram door in de herkansingen te winnen van de Noord-Koreaanse Pak Ok-Song. Vier jaar later werd Pareto, bijgenaamd La Peque, in de herkansingen van dezelfde gewichtsklasse bedwongen door de Belgische Charline Van Snick. Bij haar derde olympische optreden, in 2016 in Rio de Janeiro, was het raak voor Pareto. Ze won de eerste gouden judomedaille van het toernooi door in de finale af te rekenen met de Zuid-Koreaanse Jeong Bo-Kyeong.

## Erelijst

### Olympische Spelen
- – 2008 Peking, China (– 48 kg)
- – 2016 Rio de Janeiro, Brazilië (– 48 kg)

### Wereldkampioenschappen judo
- – 2014 Tsjeljabinsk, Rusland (– 48 kg)
- – 2015 Astana, Kazachstan (– 48 kg)
- – 2018 Bakoe, Azerbeidzjan (– 48 kg)

### Pan-Amerikaanse Spelen
- – 2007 Rio de Janeiro, Brazilië (– 48 kg)
- – 2011 Guadalajara, Mexico (– 48 kg)
- – 2015 Toronto, Canada (– 48 kg)

### Pan-Amerikaanse kampioenschappen
- – 2005 Caguas, Puerto Rico (– 44 kg)
- – 2008 Miami, Verenigde Staten (– 48 kg)
- – 2009 Buenos Aires, Argentinië (– 48 kg)
- – 2010 San Salvador, El Salvador (– 48 kg)
- – 2011 Guadalajara, Mexico (– 48 kg)
- – 2013 San José, Costa Rica (– 48 kg)
- – 2014 Guayaquil, Ecuador (– 48 kg)
- – 2015 Edmonton, Canada (– 48 kg)
- – 2016 Havana, Cuba (– 48 kg)
- – 2017 Panama-Stad, Panama (– 48 kg)
- – 2018 San José, Costa Rica (– 48 kg)
- – 2019 Lima, Peru (– 48 kg)
- – 2020 Guadalajara, Mexico (– 48 kg)

### Zuid-Amerikaanse kampioenschappen
- – 2010 Medellín, Colombia (– 48 kg)
- – 2014 Santiago, Chili (– 48 kg)
- – 2006 Buenos Aires, Argentinië (– 48 kg)

1992: Cécile Nowak ·
1996: Kye Sun-hui ·
2000: Ryoko Tamura ·
2004: Ryoko Tani ·
2008: Alina Dumitru · 
2012: Sarah Menezes · 
2016: Paula Pareto · 
2020: Distria Krasniqi · 
2024: Natsumi Tsunoda